# 沁水县
35°41′31″N 112°11′08″E / 35.69194°N 112.18556°E
沁水县是中国山西省晋城市所辖的一个县。总面积为2676.6平方公里，位于山西省东南部的太行、太岳、中条三大山系衔接处，西临翼城县，东连高平市、泽州县，北和浮山、安泽、长子县接壤，南与垣曲、阳城县搭界。縣人民政府駐龍港鎮新建西街99號。

## 历史
- 下川遗址、八里坪遗址出土的文物表明早在旧时期晚期，人类就在此居住。下川遗址位于于沁水城西70公里的下川乡，1970年从其挖掘出土的箭镞、骨针等细石器文物。
- 春秋，属晋国。
- 春秋，末年赵魏韩三家分晋，徙晋君于端氏。
- 战国，属韩国。
- 两汉，为端氏邑，隶河东郡。
- 三国，隶平阳郡。
- 东晋，隶建兴郡。
- 北魏，属建州，端氏时废又复置，隶建州安平郡。并在今城西另设东永安，西河、高延三县，隶属建州泰宁郡。
- 北齐，仍属建州，西河、高延并入东永安县，东永安改为永宁县，和端氏县同属建州安平郡。
- 隋朝，开皇三年属泽州，隋大业三年（607），泽州改称长平郡，改永宁县为沁水县，和端氏同隶长平郡。
- 隋末、唐至元代，端氏、沁水隶泽州。
- 元朝，至元三年（1266），端氏县并入沁水县，属泽州，隶晋宁路。
- 明代，属泽州（直隶州），隶山西布政使司。
- 清代，属泽州府。
- 民国，三年改属冀宁道，民国十七年属山西省。1958年10月，沁水县并入阳城县，沁水县城改为沁水城关镇。1959年10月与阳城分治，恢复沁水县建制。1985年5月，沁水县隶属山西晋城市。

## 地理
地势西高东低。
主要河流沁河及其支流沁水河、固县河。

## 行政区划
沁水县下辖7个镇、5个乡：
龙港镇、中村镇、郑庄镇、端氏镇、嘉峰镇、郑村镇、柿庄镇、土沃乡、张村乡、胡底乡、固县乡和十里乡。

## 交通
- 侯月铁路
- 晋阳高速公路
- 342国道过境。

## 人口
2020年第七次全国人口普查沁水县常住人口为196528人，与2010年第六次全国人口普查的213022人相比，十年间减少16494人，下降7.74%，年平均增长率-0.80%。
2022年年末沁水县常住人口为193881人，全县出生人口915人，出生率4.71‰；死亡人口1775人，死亡率9.13‰；自然增长率为-4.43‰。

## 经济
2012年全县生产总值达到162.7亿元，三次产业占GDP总量的比重为2.9︰76.7︰20.4。工业以煤炭行业和煤层气行业为主。

## 名胜古迹
- 全国重点文物保护单位4项：柳氏民居（6-451）、湘峪古堡（6-452）、郭壁村古建筑群（6-453）、窦庄古建筑群（6-454）
- 山西省文物保护单位12项：东峪村造像（1-121）、下川遗址（2-14）、八里坪遗址（2-20）、沁水县石塔（2-73）、赵树理故居（4-219）、上阁龙岩寺（5-104）、上木亭大庙（5-105）、中国抗日军政大学太岳分校旧址（5-169）、下李庄二郎神庙（6-231）、嘉峰汤帝庙（6-232）、武安惠济寺（6-233）、武安关帝庙（6-234）、
- 沁水县文物保护单位

- 中国历史文化名村8处：
  - 土沃乡西文兴村（2）
  - 嘉峰镇窦庄村（4）
  - 郑村镇湘峪村（5）
  - 嘉峰镇郭壁村（6）
  - 中村镇上阁村（7）
  - 嘉峰镇尉迟村（7）
  - 嘉峰镇武安村（7）
  - 嘉峰镇嘉峰村（7）

- 山西省历史文化名镇：
  - 嘉峰镇（6）

- 山西省历史文化名村：
  - 郑庄镇郎壁村（6）

## 延伸阅读
[在维基数据编辑]
 《欽定古今圖書集成·方輿彙編·山川典·沁水部》，出自陈梦雷《古今圖書集成》